# Natalia Ivanova (regatista)
Natalia Vladímirovna Ivanova –en ruso, Наталья Владимировна Иванова– (Sochi, URSS, 11 de junio de 1984) es una deportista rusa que compitió en vela en la clase Yngling.
Ganó una medalla de oro en el Campeonato Europeo de Yngling de 2007. Participó en dos Juegos Olímpicos de Verano, en los años 2004 y 2008, ocupando el sexto lugar en Pekín 2008, en la clase Yngling.

## Palmarés internacional
| \| Campeonato Europeo \| Campeonato Europeo \| Campeonato Europeo \| Campeonato Europeo \| \| Año \| Lugar \| Medalla \| Clase \| \| ------------------ \| --------------------- \| ------------------ \| ------------------ \| \| 2007 \| Warnemünde (Alemania) \| Medalla de oro \| Yngling \| |                       |                |         |
| Campeonato Europeo |                       |                |         |
| Año | Lugar                 | Medalla        | Clase   |
| 2007 | Warnemünde (Alemania) | Medalla de oro | Yngling |